# Francesco Meattini
Francesco Meattini (Cortona, 17 settembre 1901 – Berane, 18 luglio 1941) è stato un militare italiano, decorato di medaglia d'oro al valor militare alla memoria nel corso della seconda guerra mondiale.

## Biografia
Nacque a Cortona, in provincia di Arezzo, il 17 settembre 1901, figlio di Pietro e Maria Biasiotti, in una famiglia di agricoltori mezzadri. Prestò servizio nell'Arma dei Carabinieri dal 1920 al 1923. Congedatosi per fine ferma, fu ammesso, dietro sua domanda, alla Legione Allievi della Guardia di Finanza nel 1925 e, dopo la sua nomina a guardia, prestò successivamente servizio presso le legioni di Messina e di Palermo. Destinato a domanda a prestare servizio in colonia, operò in Cirenaica dal 1928 al 1934. Rientrato in Italia, venne assegnato alla legione territoriale di Trieste e, promosso appuntato nel luglio 1937, trasferito alla legione di Firenze. All'atto della dichiarazione di guerra a Francia e Gran Bretagna, il 10 giugno 1940, fu inviato alla Brigata di Piombino, mobilitata per compiti di difesa costiera, e nell'aprile 1941 fu destinato al VI Battaglione mobilitato, dislocato in Montenegro. Cadde in combattimento il 18 luglio dello stesso anno e il suo ultimo atto permise ai compagni sopravvissuti di aprirsi un varco fra i rivoltosi montenegrini che avevano assediato la casermetta, appiccandovi il fuoco. Per onorarne il coraggio dimostrato in questo frangente venne decretata la concessione della medaglia d'oro al valor militare.

### Fonti
1. 1 2 3 4 5 6 7  Combattenti Liberazione.
2. 1 2 3  Segreti della Storia.
3. ↑  Medaglie d'oro al valor militare sul sito della Presidenza della Repubblica
4. ↑  Registrato alla Corte dei Conti l'11 maggio 1943,  Guerra, registro 17, foglio 54.